# Chausseestraße 126
Chausseestraße 126 ist ein Dokumentarfilm des DEFA-Studios für Dokumentarfilme von Volker Steinkopff aus dem Jahr 1988 über den Friedhof der Dorotheenstädtischen und Friedrichswerderschen Gemeinden in Berlin-Mitte.

## Handlung
Die Kamera blickt von oben herab über die Chausseestraße auf den Dorotheenstädtischen Friedhof bis hin zur Hannoverschen Straße. Wieder am Boden, geht es links neben dem Wohnhaus Bertolt Brechts durch ein schmiedeeisernes Tor auf den Friedhof. Auf dem dorthin führenden Weg geht ein Blick auf die Fenster der, in der ersten Etage liegenden, Wohnung Helene Weigels und Bertolt Brechts, der einmal aus diesen Fenstern blickend gesagt haben soll: Da unten ist es hübsch zum Ausruhen, wie?
Während seines Spaziergangs über den Friedhof denkt Volker Steinkopff viel über die Vergänglichkeit des menschlichen Strebens und seine Nichtigkeit im Angesicht des Todes nach. Eine Frage ist, was aus den Träumen derer wird, die gestorben sind. Der Gang führt, mit einigen wenigen anderen interessierten Besuchern, vorbei an den Grabstätten von Georg Wilhelm Friedrich Hegel, Johann Gottlieb Fichte, Karl Friedrich Schinkel, Bertolt Brecht und Helene Weigel, August Borsig, Hanns Eisler, John Heartfield, Anna Seghers, Erich Engel, Beatrice Zweig und Arnold Zweig, Slatan Dudow und vielen anderen. Die Grabstele für Bildhauer Johann Gottfried Schadow wird während der Dreharbeiten gerade wieder, nach einer Restaurierung, angeliefert und aufgestellt. Die auf dem Friedhof vorherrschende Ruhe wird nur in der Nähe der Hannoverschen Straße etwas gestört. Die Chausseestraße 126 ist ein Ort des Innehaltens, jedoch kein Ort der Trostlosigkeit.

## Produktion und Veröffentlichung
Chausseestraße 126 wurde im Jahr 1988 vom DEFA-Studio für Dokumentarfilme, Künstlerische Arbeitsgruppe Kinobox unter dem Arbeitstitel Dorotheenstädtischer Friedhof im 35-mm-Format auf ORWO-Color fertiggestellt und hatte seine erste bekannte Aufführung am 14. Januar 1988 im Rahmen der Reihe Angebote im Berliner Kino Babylon. Am 18. Februar 1988 lief er im Wettbewerb der Kurz- und Dokumentarfilme bei den 38. Internationalen Filmfestspielen Berlin und der Anlauf in den Kinos der DDR erfolgte am 4. November 1988.  
Für die Dramaturgie war Ulrich Eifler verantwortlich.

## Auszeichnungen
- 1988: Staatliche Auszeichnung: Prädikat „Besonders wertvoll“